# Signo de Popeye

Normal funcionamiento del bíceps braquial.

En traumatología, el Signo de Popeye es el signo característico de la rotura del tendón de la cabeza larga del músculo bíceps braquial. Las roturas de los tendones son poco frecuentes en las extremidades superiores, presentándose mayoritariamente en las inferiores, pero una fuerza considerable puede ocasionar la rotura del tendón del bíceps.

## Causas
Las causas de una rotura de este tipo son, generalmente, accidentes traumáticos con abducciones mediales.

## Consecuencias
El efecto de la rotura no tiene una importancia funcional resaltable, pero se forma la deformidad característica debido a que el vientre muscular no queda contenido cuando se contraen las fibras.

## Tratamiento
En algunos casos es necesario la cirugía.